# Thảm họa trên núi Everest 1996
Khi thảm họa trên núi Everest 1996 xảy ra, hơn 30 nhà leo núi đã cố gắng vào ngày 10 và 11 tháng 5 năm 1996 để đạt được đỉnh Everest, họ bị gây nhiều trở ngại bởi sự thay đổi thời tiết. Năm nhà leo núi ở phía Nam và ba ở phía Bắc của núi thiệt mạng. Mặc dù leo lên núi Everest luôn xảy ra tai nạn chết người, những sự kiện trong năm 1996 gây sự chú ý của phương tiện truyền thông trên toàn thế giới vì một mặt trong số những nạn nhân có những nhà hướng dẫn leo núi đầy kinh nghiệm của những chuyến thám hiểm thương mại, mặt khác một số người sống sót đã công bố những hồi ức của họ sau đó. Đáng nói là đặc biệt là các báo cáo của nhà báo Mỹ Jon Krakauer, đạo diễn Anh Matt Dickinson và nhà hướng dẫn leo núi Kazakhstan Anatoli Bukrejew. Với số lượng cao của các thương vong xảy ra chỉ trong một ngày, đặc biệt là phương cách các tổ chức hoạt động thương mại tại núi Everest bị chất vấn sau các tai nạn này.
Thảm họa này khiến đây là mùa chết chóc nhất trên đỉnh Everest vào thời điểm đó và là mùa chết chóc thứ ba sau 16 trường hợp tử vong do trận lở núi Everest 2014 và 22 vụ tử vong do trận lở tuyết gây ra bởi động đất Nepal tháng 4 năm 2015. Thảm họa năm 1996 đã nhận được sự quan tâm rộng rãi của dư luận và đặt ra câu hỏi về việc thương mại hóa Everest.
Sau thảm họa, một số người sống sót đã viết hồi ký. Nhà báo Jon Krakauer, nhận nhiệm vụ từ tạp chí Outside và trong đội Adventure Consultants, đã xuất bản Into Thin Air (1997) đã trở thành một cuốn sách bán chạy nhất. Anatoli Boukreev, một hướng dẫn viên trong nhóm Mountain Madness, cảm thấy tự ái trước cuốn sách và đồng tác giả của một bài phản bác có tên The Climb: Tragic Ambitions on Everest (1997). Beck Weathers, về chuyến thám hiểm của Hall, và Lene Gammelgaard, trong chuyến thám hiểm của Fischer, đã viết về trải nghiệm của họ trong các cuốn sách tương ứng, Left For Dead: My Journey Home from Everest (2000) và Climbing High: A Woman's Account of Surviving the Everest Tragedy (2000). Năm 2014, Lou Kasischke, cũng trong chuyến thám hiểm của Hall, đã xuất bản ghi chép của riêng mình trong After the Wind: 1996 Everest Tragedy, One Survivor's Story.

## Bibliography
- Krakauer, Jon (1997). Into Thin Air: A Personal Account of the Mount Everest Disaster (ấn bản thứ 1997). Doubleday (publisher). ISBN 978-0-385-49208-9.